# Брестовица при Комну
Брестовица при Комну (словен. Brestovica pri Komnu, итал. Brestovizza in Valle) је насељено место у општини Комен, Обално-крашка регија, Словенија.

## Историја
До територијалне реорганизације у Словенији била је у саставу старе општине Сежана.

## Становништво
У попису становништва из 2011. године, Брестовица при Комну је имала 188 становника.
| Број становника према пописима | Број становника према пописима | Број становника према пописима |
| ------------------------------ | ------------------------------ | ------------------------------ |
| 1991                           | 2002                           | 2011                           |
| 198                            | 204                            | 188                            |

Напомена: До 1953. исказивано под именом Брестовица.